# Taganga

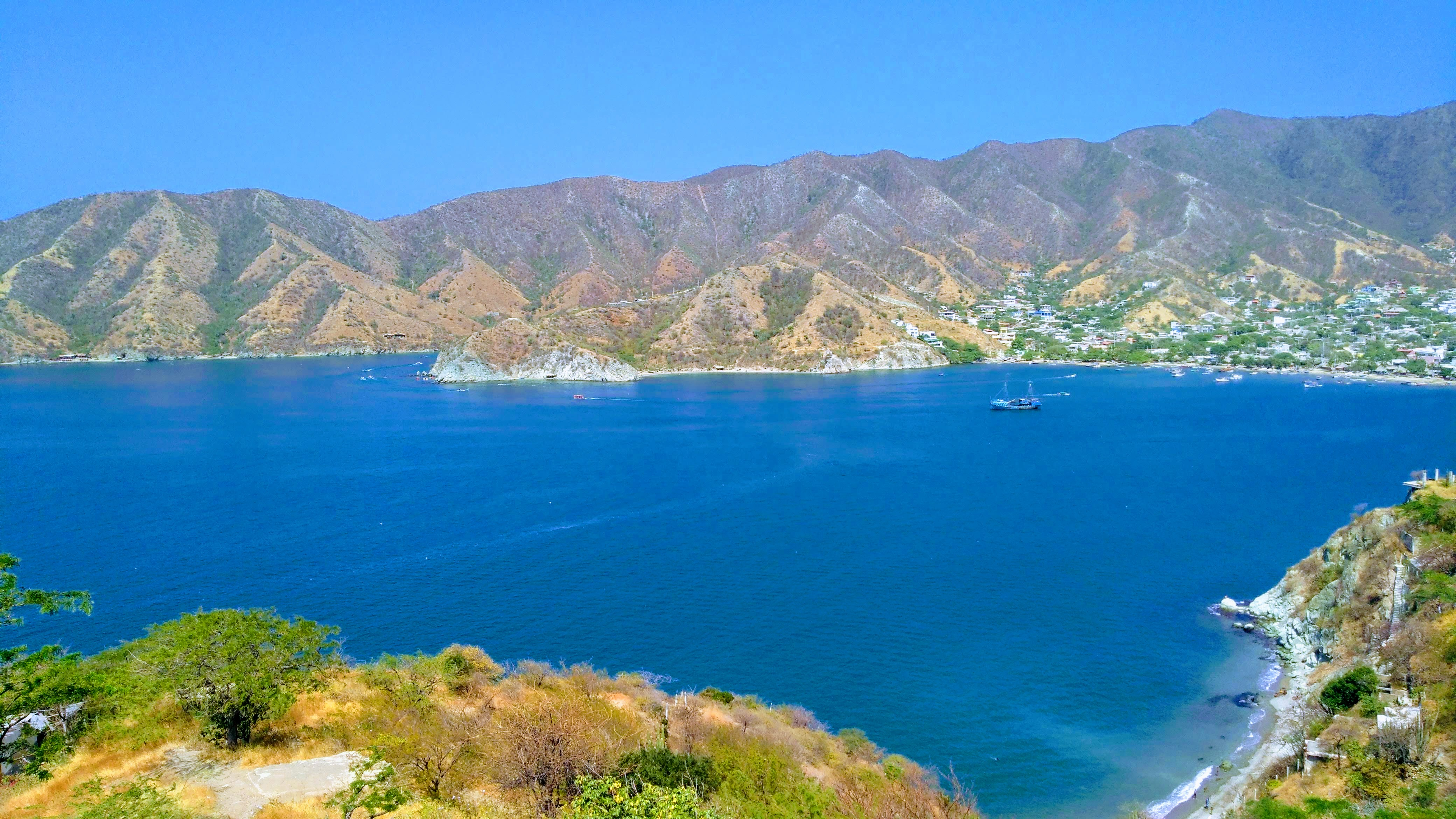
Playa Grande in Taganga

Taganga ist ein Fischerort an der Karibikküste im Norden Kolumbiens. Er liegt im Departamento del Magdalena in der Región Caribe.
Der Ort liegt nördlich von Santa Marta. Östlich liegt der Parque Nacional Natural Tayrona. Neben dem Fischfang bestimmt der Tourismus das wirtschaftliche Leben Tagangas. Taganga ist das Ziel von Rucksacktouristen und Tauchern. Der Ort hat etwa 4000 Einwohner.